# Neoxorides collaris
Neoxorides collaris är en stekelart som först beskrevs av Johann Ludwig Christian Gravenhorst 1829.  Neoxorides collaris ingår i släktet Neoxorides och familjen brokparasitsteklar. Arten är reproducerande i Sverige.

## Underarter
Arten delas in i följande underarter:
- N. c. picicoxis
- N. c. harpii